# Келлер, Фёдор Артурович
Граф Фёдор Арту́рович Ке́ллер (12 (24) октября 1857, Курск — 8 (21) декабря 1918, Киев), он же «первая шашка России» — русский военачальник, генерал от кавалерии (1917). Кавалер ордена Святого Георгия 3-й и 4-й степеней. Участник Русско-турецкой войны, герой Первой мировой войны. Монархист, один из руководителей Белого движения на Юге России в 1918 году. В том же году был убит петлюровцами во время антигетманского восстания.

## Биография
Из потомственных дворян Смоленской губернии. Родился в Курске, в дворянской семье немецкого происхождения, прусского и российского графского рода Келлеров. Лютеранского вероисповедания. Сын русского генерала Артура Фёдоровича Келлера, двоюродный брат героя Русско-японской войны графа Ф. Э. Келлера.

### Военная служба
Окончив 7 классов приготовительного пансиона Николаевского кавалерийского училища, Фёдор Келлер в августе 1877 года, без ведома родителей, вступил в военную службу вольноопределяющимся 2-го разряда и 1 сентября того же года был зачислен рядовым в 1-й лейб-драгунский Московский Его Величества полк, в составе которого был отправлен на европейский театр военных действий Русско-турецкой войны.
Участник боевых действий на Балканах. Находился с полком в Каларашском отряде против крепости Силистрии, в Олтеницком отряде против крепости Туртукая. В ноябре 1877 года полк перешёл через Дунай в Турн-Мазурели и поступил в состав войск обложения Плевны, после взятия которой принимал участие в наступлении через Ловчу и Сильви на Габрово, где поступил в отряд генерал-лейтенанта Радецкого, оборонявшего Шипку. После перехода через Балканские горы участвовал 28 декабря 1877 года в сражении под Шейновым и Шипкой. В наступлении на Адрианополь участвовал в боях у станции Трнов, Семенли, Херианлы, Люле-Бургасе, Чанлу.
За отличия и храбрость в боях был награждён Знаками отличия Военного Ордена 4-й (за Шейново) и 3-й степеней (за Трнов и Семенли).
Выдержав офицерский экзамен при Тверском кавалерийском юнкерском училище, 31 марта 1878 года был произве́ден в офицерский чин прапорщика.
В 1880 году переве́ден из 1-го лейб-драгунского Московского полка в 18-й драгунский Клястицкий полк (переименованный в 1907 году в 6-й гусарский Клястицкий полк), в котором прослужил 14 лет; в феврале 1881 года произведен в поручики, в июне 1884 года — в штабс-ротмистры. 5,5 месяцев был полковым адъютантом, с 3 марта 1886 года командовал эскадроном в общей сложности 6 лет и 7 месяцев.
В феврале 1887 года произведен в ротмистры. В 1888—1889 годах прошёл курс обучения в Офицерской кавалерийской школе с оценкой отлично.
26 февраля 1894 года «за отличия по службе» произведен в подполковники, с переводом в 24-й драгунский Лубенский полк (Кишинёв), в котором с 25 июля 1897 года был на должности помощника командира полка по строевой части.
Переведённый в апреле 1901 года в 23-й драгунский Вознесенский полк, граф Келлер 2 мая того же года был произве́ден «за отличия по службе» в полковники, с назначением командиром Крымского дивизиона (Симферополь). Пробыл на этой должности до 27 ноября 1903 года, затем был отчислен от неё и переведен в 11-й драгунский Харьковский полк (город Белосток) .
16 февраля 1904 года назначен командиром 15-го драгунского Александрийского полка, расквартированного в городе Калише.

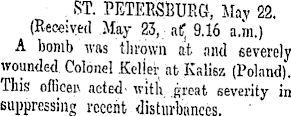
Заметка о покушении на Келлера в газете Otago Daily Times, Новая Зеландия

В 1905 году временно исполнял обязанности Калишского генерал-губернатора во время усмирения народных волнений, причём прославился рядом жёстких репрессивных мер: он приказал высечь за попытку бунта политических заключённых и арестовал прокурора, отпустившего арестованного по приказу Келлера агитатора. В один из дней беспорядков, когда вся площадь была занята бастующими, а эскадроны Александрийского полка были посёдланы во дворе штаба, в Келлера из толпы кинули камень. Указав рукой на эскадроны своего полка, Келлер крикнул: «Ты видишь, что сзади меня находится? Вон отсюда!». Толпа разбежалась. Среди жителей Калиша Келлер пользовался всеобщей ненавистью и был приговорён к смерти боевой организацией Польской партии социалистов. Первое покушение на Келлера, произошедшее 19 апреля 1906 года, окончилось неудачей. Когда Келлер выехал из ворот штаба полка, его коляску подкараулил революционер, выбежавший из мебельного магазина Шипермана, и бросил завёрнутую в газету бомбу. Келлер поймал бомбу на лету, предупредив этим взрыв, положил её на сиденье, а сам с револьвером бросился в магазин преследовать убегавшего террориста.
8 мая 1906 года бомба, начинённая поражающими элементами, была брошена под ноги коня Келлера, когда он в сопровождении своих офицеров возвращался с полковых учений. Взрывом Келлер оказался тяжело контужен, а нога поражена осколками. По словам первого биографа графа Келлера, «граф не потерял в эту минуту присущего ему хладнокровия и, несмотря на нестерпимую боль, продолжал спокойно отдавать приказания, что предотвратило разгром еврейского квартала солдатами, возмущёнными этим покушением». После этого случая и до конца жизни он прихрамывал на одну ногу — в раненой ноге оказалось до 40 осколков. Сообщение об этом покушении обошло весь мир. «В Калише (Польша) брошенной бомбой тяжело ранен полковник Келлер. Этот офицер действовал с большой суровостью при подавлении недавних беспорядков» — писала новозеландская пресса.
После выздоровления, 6 ноября 1906 года назначен командующим Лейб-гвардии Драгунским полком.
В марте 1907 года назначен флигель-адъютантом к Его Императорскому Величеству, с оставлением в занимаемой должности, и в том же году, 30 июля, произведен «за отличия по службе» в генерал-майоры, с утверждением в должности командира Лейб-гвардии Драгунского полка и с зачислением в Свиту Его Императорского Величества.
14 июня 1910 года назначен командиром 1-й бригады Кавказской кавалерийской дивизии, с оставлением в Свите Его Величества (состоял в Свите ЕИВ по 14.04.1913), а 25 февраля 1912 года — командующим 10-й кавалерийской дивизией.
14 апреля 1913 года удостоен чина генерал-лейтенанта, с утверждением в должности начальника 10-й кавалерийской дивизии.
Его внешность: высокая, стройная, хорошо подобранная фигура старого кавалериста, два Георгиевских креста на изящно сшитом кителе, доброе выражение на красивом, энергичном лице с выразительными, проникающими в самую душу глазами. За время нашей службы при 3-м конном корпусе я хорошо изучил графа и полюбил его всей душой, равно как и мои подчинённые, положительно не чаявшие в нем души.
Граф Келлер был чрезвычайно заботлив о подчинённых; особое внимание он обращал на то, чтобы люди были всегда хорошо накормлены, а также на постановку дела ухода за ранеными, которое, несмотря на трудные условия войны, было поставлено образцово. Встречая раненых, выносимых из боя, каждого расспрашивал, успокаивал и умел обласкать. С маленькими людьми был ровен в обращении и в высшей степени вежлив и деликатен; со старшими начальниками несколько суховат.

Неутомимый кавалерист, делавший по сто вёрст в сутки, слезая с седла лишь для того, чтобы переменить измученного коня, он был примером для всех. В трудные моменты лично водил полки в атаку и был дважды ранен. Когда он появлялся перед полками в своей волчьей папахе и в чекмене Оренбургского казачьего войска, щеголяя молодцеватой посадкой, чувствовалось, как трепетали сердца обожавших его людей, готовых по первому его слову, по одному мановению руки броситься куда угодно и совершить чудеса храбрости и самопожертвования» (А. Г. Шкуро) .

#### Первая мировая война

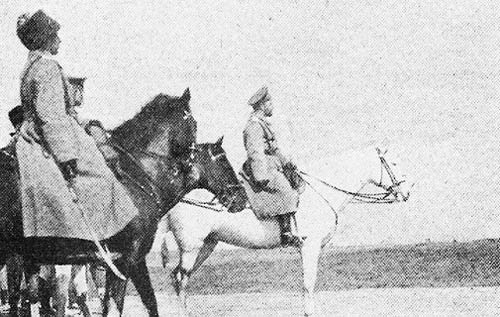
Келлер (на переднем плане) и Николай II на Юго-Западном фронте.

В июле 1914 года граф Келлер выступил на Юго-Западный фронт во главе 10-й кавалерийской дивизии, которая вошла в состав 3-й армии генерала Н. В. Рузского. 8 августа 1914 года в бою у Ярославиц разбил 4-ю австро-венгерскую кавалерийскую дивизию. В ходе Галицийской битвы организовал преследование неприятеля и 31 августа (13 сентября) взял у Яворова 500 пленных и 6 орудий. 17 марта 1915 года атаковал в конном и пешем строю в районе деревень Рухотин, Полянка, Шиловцы, Малинцы 42-ю гонведскую пехотную дивизию и бригаду гусар 5-й гонведской кавалерийской дивизии, наступавших на г. Хотин, разбив и частью уничтожив их, взял в плен 33 офицера, 2100 нижних чинов, захватил 40 походных кухонь и 8 телеграфных вьюков. За боевые отличия был награждён орденами Св. Георгия IV и III класса.

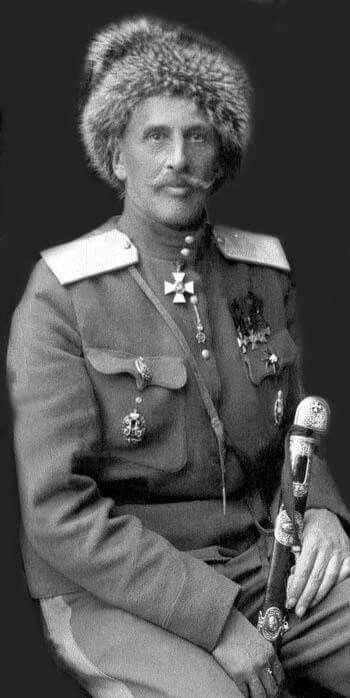
Фёдор Артурович Келлер в 1916 году, в должности командира 3-го конного корпуса

 С 3 апреля 1915 года командовал 3-м кавалерийским (конным) корпусом (10-я кавалерийская, 1-я Донская и 1-я Терская казачьи дивизии). Во время армейского наступления в конце апреля 1915 года, сыграл выдающуюся роль в Заднестровском сражении 26-28 апреля (9-11 мая). 27 апреля (10 мая) провёл знаменитую конную атаку у Баламутовки и Ржавенцев силой 90 сотен и эскадронов в конном строю, выбив противника из тройного ряда окопов с проволочными заграждениями у деревни Гремешти на берегу Днестра, прорвался в тыл австрийцев и овладел высотами правого берега ручья Онут, при этом захватил в плен 23 офицера, 2000 нижних чинов, 6 орудий, 34 зарядных ящика. Во время общего наступления Юго-Западного фронта в Буковине в 1916 году корпус Келлера входил в состав 9-й армии ген. П. А. Лечицкого. В начале июня корпусу Келлера, вместе с корпусом ген. М. Н. Промтова, было поручено преследовать отходившую южную группу 7-й австро-венгерской армии. 10 (23) июня занял Кымпулунг, взяв в плен 60 офицеров и 3,5 тысячи нижних чинов и захватив 11 пулеметов.
За совершённые подвиги в делах против неприятеля в августе-сентябре 1914 года» Георгиевской орденской думой Федор Артурович был представлен к Георгиевскому оружию. В силу каких-то причин вышло так, что шашка с надписью «За храбрость», украшенная знаком ордена Святого Георгия и черно-оранжевым георгиевским темляком, была вручена ему лишь в апреле 1916 года, через полтора года после описанных событий. Но зато вручена самим императором. Тогда-то Николай II и назвал графа «первой шашкой России».
...командир 3-го кавкорпуса, бывший близкий помощник М. Д. Скобелева граф Ф. А. Келлер, храбрый солдат, но посредственный, мягко говоря, военачальник. ...находясь несколько дней при штабе кавкорпуса графа Келлера, мне довелось наблюдать картины, вроде, например, такой. В стороне от нашего батальона, проводившего занятия на небольшом плацу, на опушке леса по дороге прогуливался граф. Едет мимо казак. Командир корпуса, будучи по самой природе своей до мозга костей монархистом и держимордой, но разыгрывая из себя на глазах подчиненных демократа, подзывает его, садится рядом с ним на срубленное дерево, угощает табачком и ведет непринужденную беседу. Затем отпускает «осчастливленного» солдата. Мне, однако, такой «метод» общения был ни к чему, ибо я и без того проводил все дни и ночи вместе с батальоном (Маршал Советского Союза А. М. Василевский)
15 января 1917 года граф Келлер был произведен в генералы от кавалерии.

### Февральская революция
3 марта 1917 года в штабе корпуса была получена телеграмма из Ставки об отречении Императора от Престола. Командир корпуса сразу же, не сомневаясь в своих офицерах, провёл собрание унтер-офицерского состава, где, выяснив и его преданность отрёкшемуся Царю, на 4 марта вызвал корпус в окрестности Оргеева, где, построив корпус в каре, и во всеуслышание своего корпуса заявил:
Я получил депешу об отречении Государя и о каком-то там Временном правительстве. Я, ваш старый командир, деливший с вами и лишения, и горести, и радости, не верю, чтобы Государь Император в такой момент мог добровольно бросить армию и Россию.

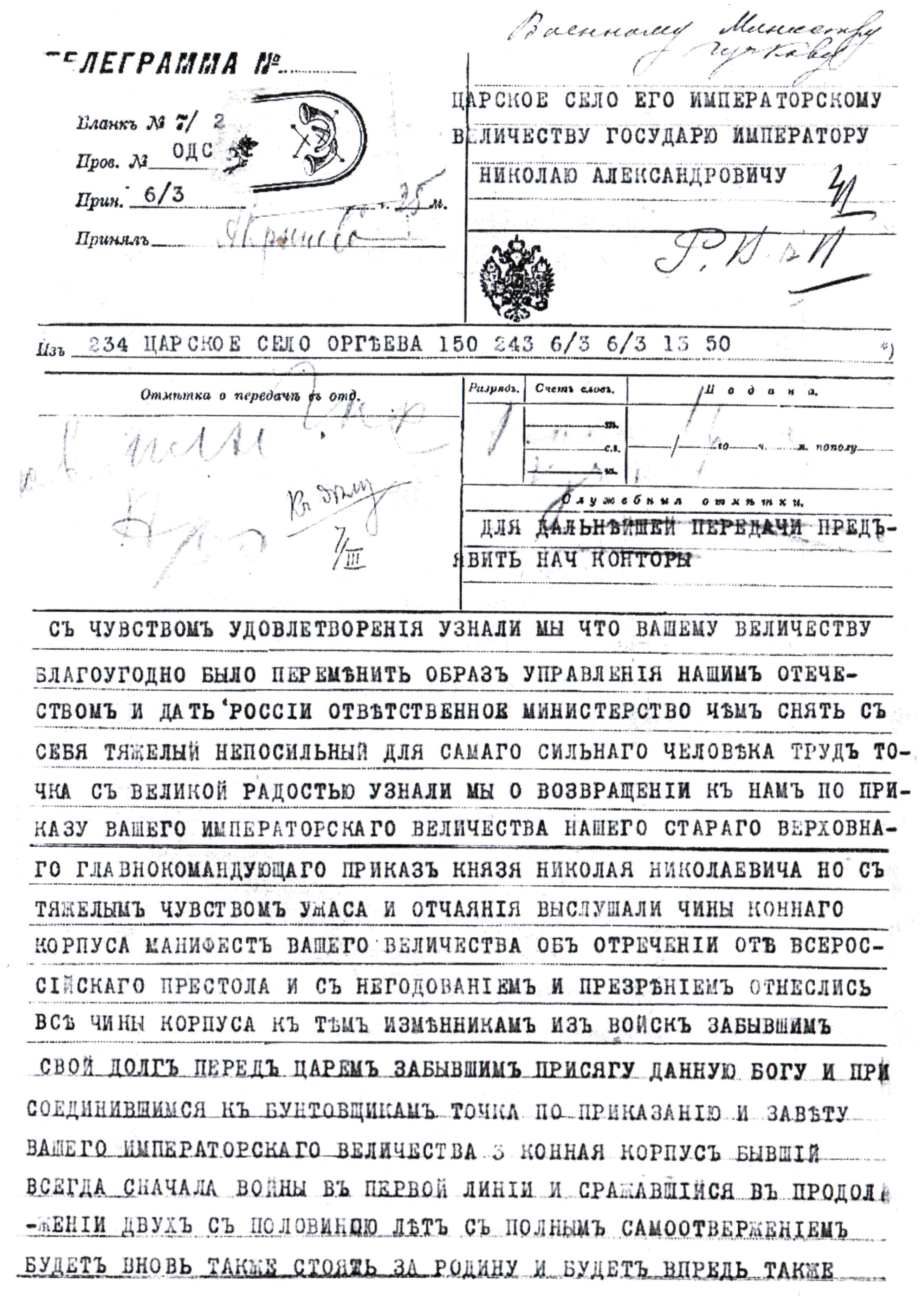

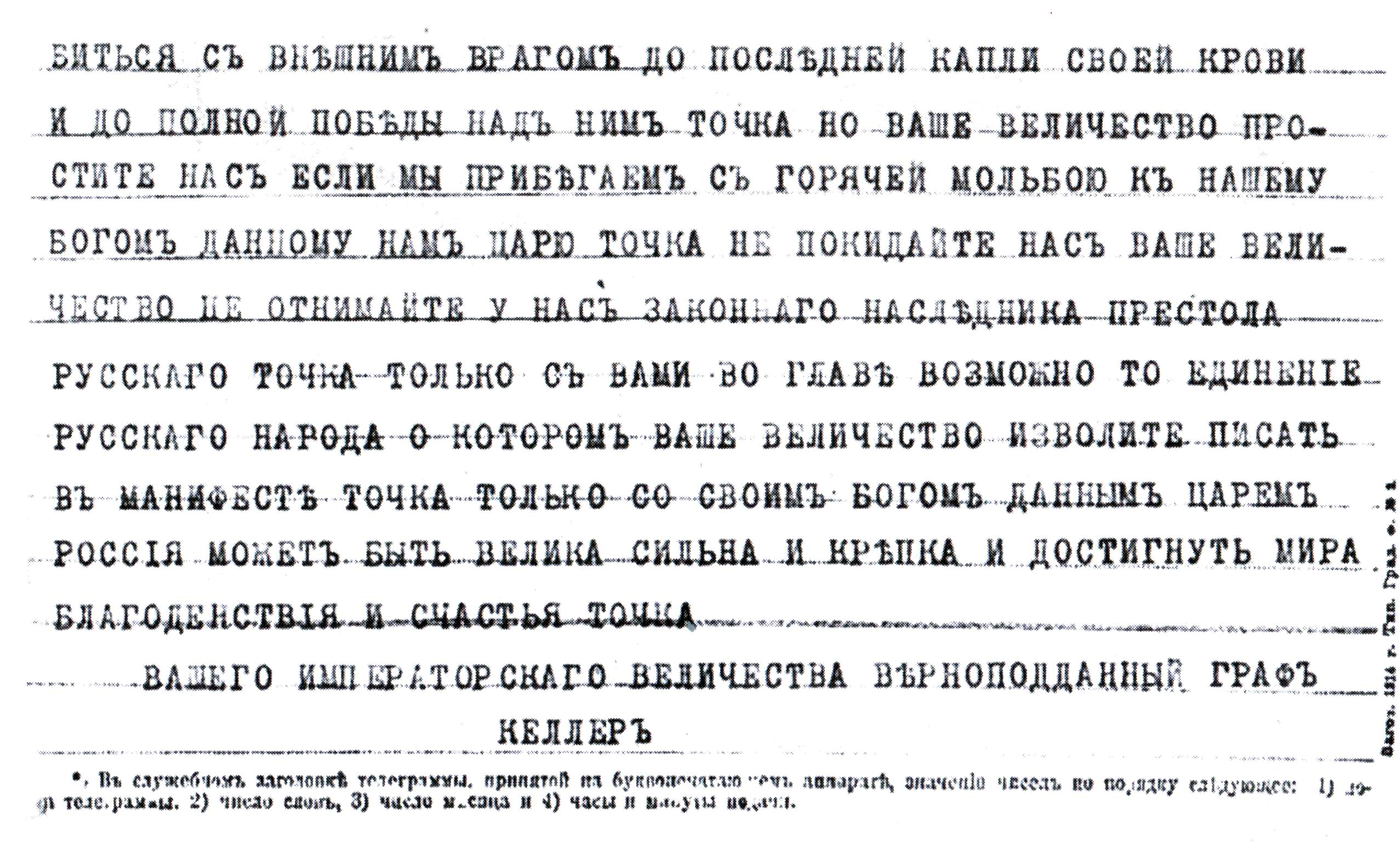
Телеграмма Келлера на имя отрекшегося Николая II, 6 марта 1917.

В полдень 6 марта граф Келлер отправил телеграмму на имя Николая II, в которой выражал негодование от лица корпуса и себя лично по отношению к тем войскам, что присоединились к мятежникам, а также просил Царя не покидать Престола.
Полкам 3-го корпуса зачитали тексты обоих актов отречения, солдаты отреагировали на это ярко выраженным недоумением. «Неожиданность ошеломила всех. Офицеры, так же, как и солдаты, были озадачены и подавлены». И только в нескольких группах солдат и интеллигенции — писарей, технических команд, санитаров — царило приподнятое настроение.
После переворота генерал Келлер предпринял всё, что было в его силах для поддержания порядка в частях корпуса и противодействия начавшимся в армии разрушительным революционным процессам, продолжал держать 3-й конный корпус в кулаке. Вступил в конфликт с новым военным министром Гучковым по причине протеста против вредных для армии вводимых им новшеств.
Уходить в отставку по собственному желанию генерал Ф. А. Келлер совершенно не собирался, поэтому неудивительно, что его позиция относительно происходящего в стране и в армии сделала его «одним из первых кандидатов в списке высших офицеров, которых новая революционная власть решила отправить в отставку как неблагонадёжных», а повода для отставки ждать долго не пришлось: граф Келлер отказался как сам приносить присягу Временному правительству, так и приводить к ней свой конный корпус.

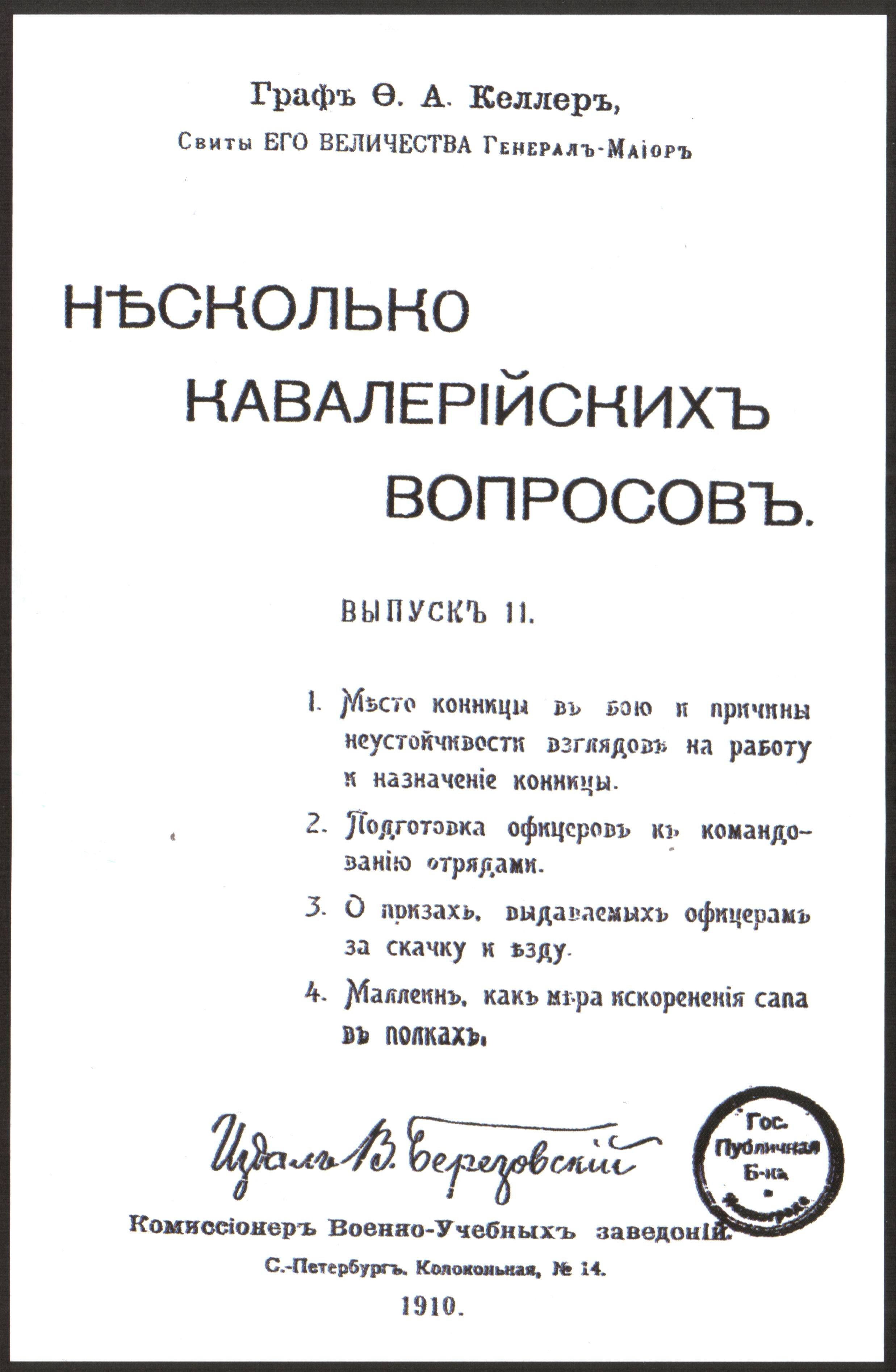
Титульный лист одной из работ Ф. А. Келлера

Перехваченная верноподданническая телеграмма графа привела к прибытию вскоре в штаб келлеровского корпуса генерала Маннергейма, который предпринял попытку уговорить Келлера подчиниться Временному правительству или, как минимум, убедить его отказаться от воздействия в этом отношении на своих подчинённых. Однако граф не пошёл на уступки, отказался присягать Временному правительству, сказав:
Я христианин, и думаю, что грешно менять присягу
Генерал также заявил, что отказывается приводить свой корпус к присяге, так как не понимает существа и юридического обоснования верховной власти Временного правительства; не понимает, как можно присягать повиноваться Львову, Керенскому и прочим определённым лицам, которые могут ведь быть удалены или оставить свои посты….
При этом он успокоил барона Маннергейма, проинформировав его, что
…воздействие на волю войск никогда не входило в его, графа Келлера, расчёты.
16 марта 1917 года прославленный генерал отдал последний приказ полкам 3-го конного корпуса за № 28:
Сегодняшним приказом я отчислен от командования славным 3-м кавалерийским корпусом. Прощайте же все дорогие боевые товарищи, господа генералы, офицеры, казаки, драгуны, уланы, гусары, артиллеристы, самокатчики, стрелки и все служащие в рядах этого доблестного боевого корпуса!

Переживали мы с Вами вместе и горе, и радости, хоронили наших дорогих покойников, положивших жизнь свою за Веру, Царя и Отечество, радовались достигнутыми с БОЖЬЕЙ помощью неоднократным успехам над врагами. Не один раз бывали сами ранены и страдали от ран. Сроднились мы с Вами. Горячее же спасибо всем Вам за Ваше доверие ко мне, за Вашу любовь, за Вашу всегдашнюю отвагу и слепое послушание в трудные минуты боя. Дай Вам Господи силы и дальше служить также честно и верно своей Родине, всегдашней удачи и счастья. Не забывайте своего старого и крепко любящего Вас командира корпуса. Помните то, чему он Вас учил. Бог Вам в помощь.
Сдав корпус одному из своих боевых товарищей генералу Крымову, генерал Келлер уехал из армии в Харьков, где проживала в это время его семья.
Как писал служивший в это время под началом Келлера генерал А. Г. Шкуро:
Келлер сдал корпус ген. Крымову и уехал из армии. В глубокой горести и со слезами провожали мы нашего графа. Офицеры, кавалеристы, казаки, все повесили головы, приуныли, но у всех таилась надежда, что скоро недоразумение объяснится, что мы ещё увидим нашего любимого вождя и ещё поработаем под славным его командованием. Но судьба решила иначе.
После вынужденной отставки графа Келлера 3-й конный корпус был приведен новым командующим генералом А. М. Крымовым к присяге Временному правительству. 
Мне казалось всегда отвратительным и достойным презрения, когда люди для личного блага, наживы или личной безопасности готовы менять свои убеждения, а таких людей громадное большинство (Ф. А. Келлер)
Летом 1918 года в Харькове присланный Деникиным генерал Борис Ильич Казанович тщетно убеждал уехать на Дон, в Добровольческую армию, на территорию только что образовавшегося Всевеликого Войска Донского. Келлер отказался, так как будучи убежденным монархистом не был согласен с деникинской политической платформой «непредрешенчества» и Учредительного собрания. При этом Келлер надеялся дождаться силы, которая бы открыто выступила под знаменем монархии, и прямо заявлял Казановичу: «Пусть подождут, когда настанет время провозгласить Царя, тогда мы все выступим».
К сентябрю 1918 года Германия, терпевшая поражения на всех фронтах, приходит к мысли о необходимости создания, для противостояния Советской России, сильной украинской армии под командованием гетмана Скоропадского и трех русских армий: Астраханской (из астраханских казаков и калмыков) и Южной (на Украине), а также Северной (в оккупированных районах Псковской и Новгородской губерний). Русские армии формировались из крайне монархических элементов. Предполагалось, что Северная армия «по окончании формирования должна быть приведена к присяге законному царю и Русскому государству». Во главе Северной армии встал малоизвестный генерал Вандам, но сами псковские монархисты хотели видеть во главе своей армии именно Келлера, как «одного из самых серьезных генералов русской армии». Летом Келлер отказался возглавить Астраханскую армию, видя в ней орудие немецких интриг по разъединению русского офицерства. Однако осенью положение Германии резко ухудшилось, и её контроль над ситуацией в России ослабел. В конце сентября, с целью переговоров с Келлером, в Харьков приехала миссия в составе гусарского ротмистра А. К. Гершельмана (русского) и обер-лейтенанта фон Гаммерштейна (немца). О том же с Келлером вела переговоры направленная в Киев группа псковских монархических деятелей, принявшая название «Совет обороны Северо-Западной области». Келлер дал принципиальное согласие и направил во Псков воззвание под заглавием «Призыв старого солдата», в котором говорил:
Настала пора, когда я вновь зову вас за собою… За Веру, Царя и Отечество мы присягали сложить свои головы — настало время исполнить свой долг… Вспомните и прочтите молитву перед боем, — ту молитву, которую мы читали перед славными нашими победами, осените себя Крестным Знамением и с Божьей помощью вперёд за Веру, за Царя и за целую неделимую нашу родину Россию.
 Символикой Северной армии Келлер утвердил в качестве нарукавного знака белый крест.
12 ноября Келлер приехал в Киев, а 15 ноября отправил Деникину телеграмму следующего содержания:
Признаете ли вы меня командующим Северной Псковской монархической армией, или мне следует сдать эту должность? Если признаете, то с какими полномочиями? Необходимо разрешение принять меры к охране разграбляемых в Малороссии военных складов, воспользоваться украинскими кадрами и продолжать формирование, для чего необходим немедленный отпуск денег, которые можно добыть в украинском правительстве.
Деникин дал принципиальное согласие, несмотря на то, что «первые шаги нового командующего, политическое окружение и декларативные заявления его» вызывали у генерала «некоторое смущение». Келлер обосновался в Киеве, в гостинице Михайловского монастыря и начал там формировать свой штаб. В Киево-Печерской лавре митрополитом Антонием был отслужен торжественный молебен в честь его предполагаемого отъезда; в Москве Патриарх Тихон благословил Келлера, послал ему с камчатским епископом Нестором (Анисимовым) просфору и Державную икону Божией Матери.
Одним из первых действий Келлера в качестве командующего была отправка своего родственника генерала А. Н. Розеншильда фон Паулина в Яссы с просьбой представителям Антанты о занятии союзными флотами Ревеля и Либавы (для обеспечения тыла Северной армии), отпуске широких кредитов и передаче немцами Северной армии русских складов в Пскове, Двинске, Вильне и других городах. Этот шаг, вызванный поражением Германии в войне, шёл вразрез с общей германофильской тенденцией руководства Северной армии.

### Оборона Киева от повстанцев Директории УНР
Однако отъезд Келлера в Псков так и не состоялся из-за восстания петлюровцев против гетмана. 18 ноября 1918 года, при известии о подходе сил Петлюры к Киеву и разгроме ими офицерской дружины князя Святополка-Мирского, гетман Скоропадский наделил графа Келлера огромными полномочиями, издав такую грамоту: «Ввиду чрезвычайных обстоятельств, общее командование всеми вооружёнными силами, действующими на территории Украины, я вручаю генералу от кавалерии графу Келлеру на правах главнокомандующего армии фронта, с предоставлением ему сверх того прав, определённых ст. 28 Положения о полевом управлении войск в военное время. Всю территорию Украины объявляю театром военных действий, а потому все гражданские власти Украины подчиняются ген. графу Келлеру». Келлер предложение принял и стал именоваться «главнокомандующим Украинской и Северной армий»; пообещав в частном разговоре «через два месяца поднять Императорский штандарт над священным Кремлём». Он развернул энергичную деятельность по обороне города и в первый же день своего командования нанес петлюровцам успешный контрудар, лично возглавив под Святошиным атаку гетманских сердюков (гвардейцев), в результате которой был разгромлен курень (батальон) Черноморского коша и взято 2 орудия. При этом, однако, он начал предъявлять претензии на диктаторскую власть, и, опираясь на букву грамоты, подчинявшей ему гражданские власти, претендовал руководить министрами, совершенно не считаясь с гетманом. Его «украиноненавистничество» и крайне правые убеждения, а также такие личные качества как вспыльчивость и «элементарная прямолинейность» делали его, по выражению генерала Деникина, «прямо опасным» с точки зрения самого же «белого» дела. Из представителей Монархического блока Келлер сформировал Совет обороны во главе с Фёдором Безаком, членов которого даже Деникин за их экстремизм характеризовал как «правых большевиков». Однако сам Келлер оказался ещё радикальнее: уже на третий день командования он написал приказ-призыв о восстановлении монархии, но воздержался от его опубликования по просьбе окружения, считавшего это несвоевременным. Все это оттолкнуло от него не только украинские национальные, и вообще «прогрессивные» круги. Представитель Деникина в Киеве, генерал Ломновский, в своем рапорте обвинял Келлера в крайне правом политическом уклоне, отталкивающем от него даже умеренно-правые круги и немцев (солдатские Советы) и создании организационной неразберихи: военное строительство, по его словам, сводится к созданию многочисленных независимых друг от друга «армий» и «корпусов» на основе политических групп, от которых фактически существуют лишь штабы с крайне раздутыми штатами и громадными окладами, причем штаб главнокомандующего распределяет между ними финансирование, исходя из своих политических пристрастий. Ломновский заключал:
«Деятельность графа Келлера и лиц, его окружающих, не соответствует настоящему политическому моменту. Политическая физиономия графа Келлера и общее недоверие и нерасположение к гетману создают обстановку, при которой в массах [вместо] прежних симпатий к русскому национальному движению распространяются большевистские настроения, раньше не замечавшиеся, появляется чувство недоброжелательности к самой Добровольческой армии».
Келлер де-факто рассматривал свою деятельность на посту Главнокомандующего как начало объединения всех антибольшевистских сил Юга России, полагая, что ему должно быть подотчетно и украинское гетманское правительство. Он прямо говорил в своих воззваниях о Единой России, не упоминая о формально сохранявшейся украинской государственности, и подчеркивая, что рассматривает свою армию лишь как группу русских белых сил, действующих «на территории Украины». «В настоящее время идет работа по воссозданию Единой России, к чему стремятся Добровольческая, Донская, Южная, Северная и Астраханская армии, а ныне принимают участие все вооруженные силы на территории Украины под моим начальством» — писал он в своем приказе. По замечанию историка В. П. Федюка, "Келлер вел себя так, будто бы ни гетмана, ни гетманского правительства уже не существовало.. Все это не могло не вызвать сопротивления гетмана и его окружения.

### Отставка
Когда на Киев златоглавый вдруг снова хлынул буйный вал,

Граф Келлер, витязь русской славы, спасенья в бегстве не искал.

Он отклонил все предложенья, не снял ни шапки, ни погон:

«Я сотни раз ходил в сраженья и видел смерть» — ответил он.
Ну, мог ли снять он крест победный, что должен быть всегда на нём,

Расстаться с шашкой заповедной, ему подаренной Царём?…

Убийцы бандой озверелой ворвались в мирный монастырь.

Он вышел к ним навстречу смело, былинный русский богатырь.
Затихли, присмирели гады. Их жёг и мучил светлый взор,

Им стыдно и уже не рады они исполнить приговор.

В сопровождении злодеев покинул граф последний кров.

С ним — благородный Пантелеев и верный ротмистр Иванов.
Кругом царила ночь немая. Покрытый белой пеленой,

Коня над пропастью вздымая, стоял Хмельницкий, как живой.

Наглядно родине любимой, в момент разгула тёмных сил,

Он о Единой — Неделимой в противовес им говорил.
Пред этой шайкой арестантской, крест православный сотворя,

Граф Келлер встал в свой рост гигантский, жизнь отдавая за Царя.

Чтоб с ним не встретиться во взгляде, случайно, даже и в ночи,

Трусливо всех прикончив сзади, от тел бежали палачи.
Мерцало утро. След кровавый алел на снежном серебре…

Так умер витязь русской славы с последней мыслью о Царе.
26 ноября, выступая на похоронах взятых в плен и зверски убитых петлюровцами 33 офицеров дружины ген. Кирпичёва, Келлер ультимативно потребовал передачи ему, как главнокомандующему, всей полноты власти (в том числе и над Советом министров). Немедленно после этого министры иностранных дел и юстиции, по поручению правительства, заявили Келлеру, что он «неправильно понимает существо своей власти» и что Совет министров, до созыва Державного сейма, является властью законодательной и не может быть подчинён главнокомандующему. Келлеру было также поставлено в вину то, что в своих воззваниях он «говорит об единой России, игнорируя вовсе Украинскую державу». Келлер категорически отказался менять свою позицию и в тот же день был отставлен гетманом и сменён своим бывшим заместителем князем Александром Долгоруковым. Сам Келлер в прощальном приказе так объяснял причины ухода: «1. Могу приложить свои силы и положить свою голову только для создания Великой, нераздельной, единой России, а не за отделение от России федеративного государства. 2. Считаю, что без единой власти в настоящее время, когда восстание разгорается во всех губерниях, установить спокойствие в стране невозможно». Со своей стороны Скоропадский следующим образом характеризует свои мотивы: «Его правые убеждения, ненавистничество ко всему украинскому меня пугали. Я знал, что он горяч и что он поведет свою политику, а она до добра не доведет (…) С первого же дня, не имея на то даже права, он отменил все положения, выработанные нами для армии, он вернул все старые уставы императорской армии. Он окружил себя громадным штабом крайних правых деятелей, которые повели политику архиправую. Он издал приказ, которым даже возмутил умеренные правые круги. Слава Богу, что он не издал того приказа, который им был написан самолично. Там он уже совершенно выходил из всяких рамок благоразумия…»].

### Гибель
После отставки Келлер вынужденно оставался в Киеве, так как город со всех сторон был обложен петлюровцами. Во время взятия Киева 14 декабря 1918 года Келлер собрал вокруг себя отряд в 30 офицеров и юнкеров, с которым надеялся пробиться на Дон. Во главе своего отряда он встретил наступавших на Крещатике (на Думской площади, современный Майдан Незалежности) и отбросил их, но видя безнадежность сопротивления, отступил со своим отрядом в Михайловский монастырь, где приказал своим подчиненным снять погоны и скрыться, сам же остался ждать своей участи. С графом остались только двое преданных ему офицеров — полковник Андрей Пантелеев и штабс-ротмистр Николай Иванов. В тот же вечер к Келлеру явился германский полковник Купфер, который предложил ему укрыться в германской комендатуре. Келлер сначала отказывался, но потом, под давлением окружения, дал согласие: «почти насильно» его повели к воротам монастыря, за которыми ждал автомобиль. Но когда, уже у ворот, немцы сказали ему сдать личное оружие (в том числе пожалованную ему лично царем Георгиевскую шашку), снять погоны и накинуть поверх его одежды немецкую офицерскую шинель, граф вспылил и вернулся к себе со словами: «Если вы меня хотите одеть совершенно немцем, то я никуда не пойду». Вопреки уговорам монахов, Келлер также отказался воспользоваться монастырским подземным ходом. Около недели он оставался вместе со своими добровольными адъютантами в монастыре под домашним арестом петлюровцев, занявших монастырь.
Драгоценная наградная шашка Келлера, изъятая при аресте, была торжественно поднесена командиром сечевиков Е. М. Коновальцем С. В. Петлюре при его вступлении в город. Немцы настойчиво ходатайствовали перед Директорией УНР о переводе Келлера в Лукьяновскую тюрьму, очевидно опасаясь, что в монастырь в любой момент могут ворваться петлюровские солдаты и убить графа. В ночь на 21 декабря приказ о переводе Келлера и его адъютантов в тюрьму наконец был дан. Около 4 часов утра 21 декабря генерал и оба его адъютанта были убиты конвоем при переводе в тюрьму у памятника Богдану Хмельницкому на Софийской площади, якобы при попытке к бегству. По одной версии, в момент, когда их вели мимо памятника, из ближайшего сквера раздался залп по арестованным. Стрельба была продолжена патрульными, добивавшими раненых выстрелами и ударами штыков в спины. По другой версии, перевод в тюрьму и не планировался, а под его предлогом арестованных просто вывезли с территории монастыря в санях, а на площади велели выйти из них и расстреляли.
Тела убитых были найдены епископом Нестором Камчатским в морге анатомического театра и похоронены под чужими именами в Покровском монастыре в Киеве. Могилы не сохранились.

## Награды
- Знак отличия Военного ордена 4-й ст. (1877)
- Знак отличия Военного ордена 3-й ст. (1878)
- Медаль «В память русско-турецкой войны 1877—1878» (серебряная; 1878)
- Орден Святого Станислава 3-й ст. (1892)
- Медаль «В память царствования императора Александра III» (1896)
- Орден Святой Анны 3-й ст. (1896)
- Орден Святого Станислава 2-й ст. (1905)
- Орден Святого Владимира 4-й ст. с бантом (1905), — …за 25-летнюю в офицерских чинах беспорочную службу
- Медаль «В память 200-летия Полтавской битвы» (1909)
- Орден Святого Владимира 3-й ст. (1911)
- Медаль «В память 100-летия Отечественной войны 1812 года» (1912)
- Медаль «В память 300-летия царствования Дома Романовых» (1913)
- Орден Святого Станислава 1-й ст. (1913)
- Орден Святого Георгия 4-й ст. (ВП 27 сентября 1914)

«…за блестящий кавалерийский бой 8-го августа, когда им была разбита 4-я австрийская кавалерийская дивизия и взята вся конная артиллерия противника».
- - мечи к имеющемуся ордену Святого Станислава 1-й ст. (19 декабря 1914; ВП 2 января 1915)
- Орден Святой Анны 1-й ст. с мечами (ВП 1 мая 1915)
- Орден Святого Георгия 3-й ст. (11 мая 1915; ВП 23 мая 1915)

«…за то, что 17-го марта 1915 года во главе вверенного ему корпуса атаковал в конном и пешем строю в районе д.д. Рухотин, Полянка, Шиловцы, Малинцы 42-ю гонведскую пехотную дивизию и бригаду гусар 5-й гонведской кавалерийской дивизии, наступавших на гор. Хотин, разбил их и частью уничтожив, взял в плен 33 офицера, 2100 нижних чинов, 40 походных кухонь и 8 телеграфных вьюков. 27-го апреля, выбив противника из тройного ряда окопов с проволочными заграждениями у д. Гремешти на берегу Днестра, прорвался в тыл австрийцев и овладел высотами правого берега ручья Онут и д.д. Баламутовка, Ржавинцы и Гремешти, при этом захватил в плен 23 офицера, 2000 нижних чинов, 6 орудий, 34 зарядных ящика».
- Георгиевское оружие (ВП 25 апреля 1916)

«…за то, что, состоя начальником 10-й кавалерийской дивизии, 12 августа 1914 года в районе д. Голыковец-Выпески отбросил передовые части противника и затем задержал его превосходные силы, дав этим возможность нашим войскам развернуться в выгодных условиях для атаки позиции на Гнилой Липе. 18 августа при первых признаках отхода противника прорвал его расположение и, продолжая параллельное преследование, расстроил сильную пехотную колонну, обратив её в бегство. 31 августа — 3 сентября организовал преследование противника, отходившего к р. Сану. Рядом боёв у с. Язов-Нови, Цетула, гор. Яворов и в районе Добромил, Самбор окончательно его расстроил, захватив 6 орудий, около 600 пленных и обоз, занимавший протяжение около 10 вёрст. Такое же преследование продолжал до 13 сентября включительно с принуждением арьергардов противника к поспешному отходу и с захватом многочисленных трофеев».
Нагрудные знаки:
- Знак об окончании Офицерской кавалерийской школы (1898)
- Вензелевый знак Имени Е. И. В. императора Николая II для лиц, состоявших в двух званиях (флигель-адъютанта и генерал-майора) в свите императора Николая II (1909)
- Офицерский знак Лейб-гвардии Драгунского полка (1912)
- Офицерский знак 5-го гусарского (15-го драгунского) Александрийского полка (1913)

Иностранные награды:
- Железный крест «За переход через Дунай» (Румыния, 1878)
- Орден Филиппа Великодушного, кавалерский крест 2-го класса (Гессен, 1885)
- Орден Филиппа Великодушного, кавалерский крест 1-го класса (Гессен, 1892)
- Орден «Святой Александр» 2-й степени, — большой офицерский крест и звезда ордена (Болгария, 1907)

## Семья

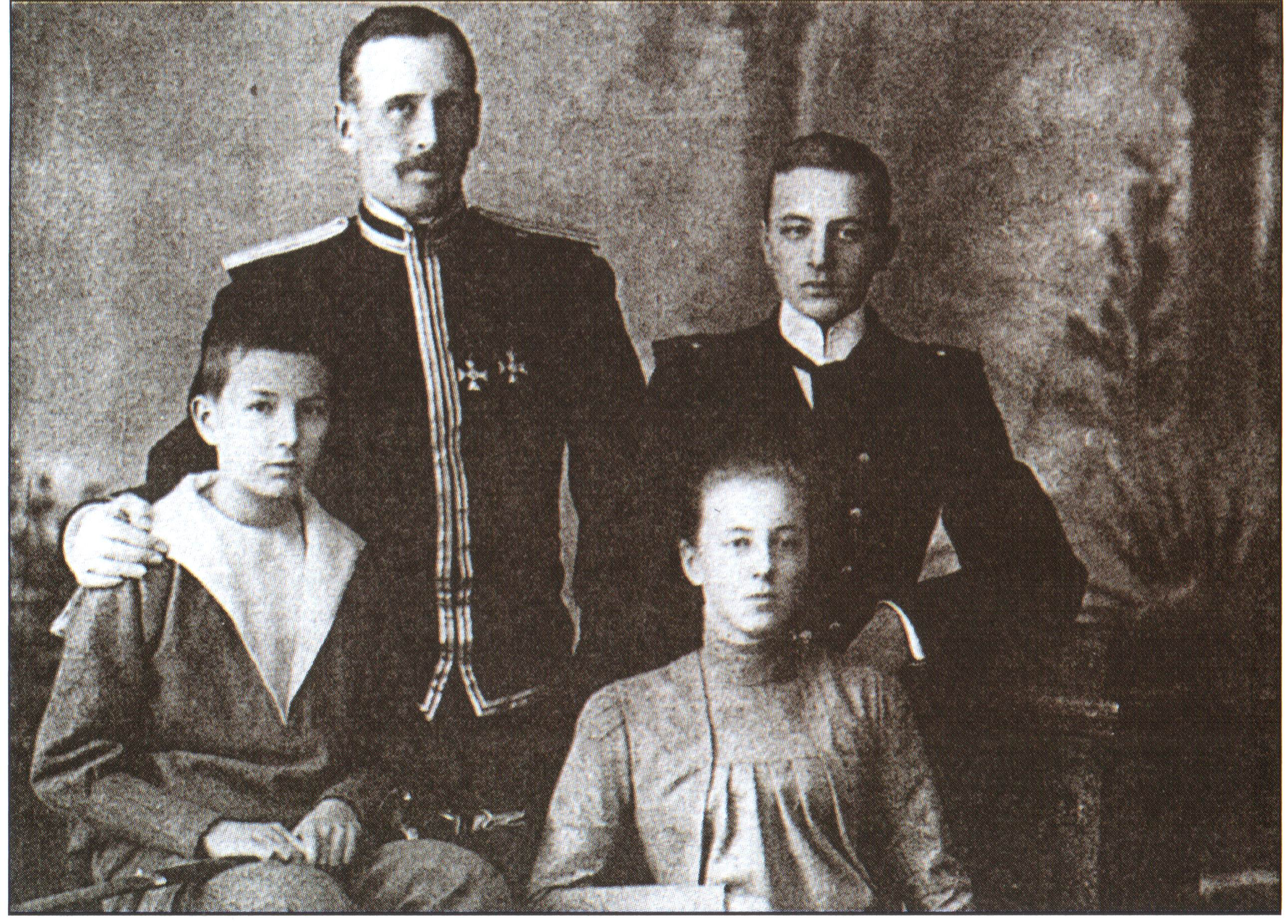
Граф Ф. А. Келлер с детьми: Павлом — справа; Александром и Елизаветой — сидят

В жизни Ф. А. Келлера было две супруги:
- 1882 год — баронесса Елизавета Мария Эдуардовна фон Ренне (1862—1929)[1]
- 1897 год — княжна Мария Александровна Мурузи (1872—после 1946), в монашестве Херувима, похоронена в г. Путивль, Сумской область, Украина

Дети:
1. Павел (нем. Paul; 1883—1980)
2. Елизавета (нем. Ludowika Elisabeth; 1885—1965)
3. Александр (нем. Alexander; 1887—1944)
4. Борис, сын графа Ф. А. Келлера от второго бракаБорис (нем. Boris; 1898—1919, март)

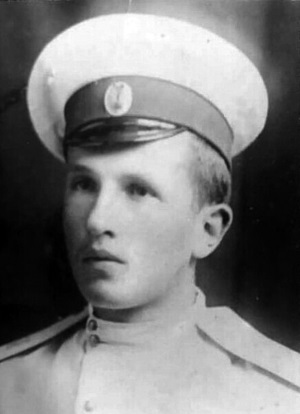
Борис, сын графа Ф. А. Келлера от второго брака

Младший брат Артур Артурович Келлер — также избрал военную карьеру кавалериста и умер в 1915 году в чине генерал-майора от последствий контузии, полученной в Великой войне.
Двоюродный брат — герой русско-японской войны граф Фёдор Эдуардович Келлер.

## Память

### Крест Келлера

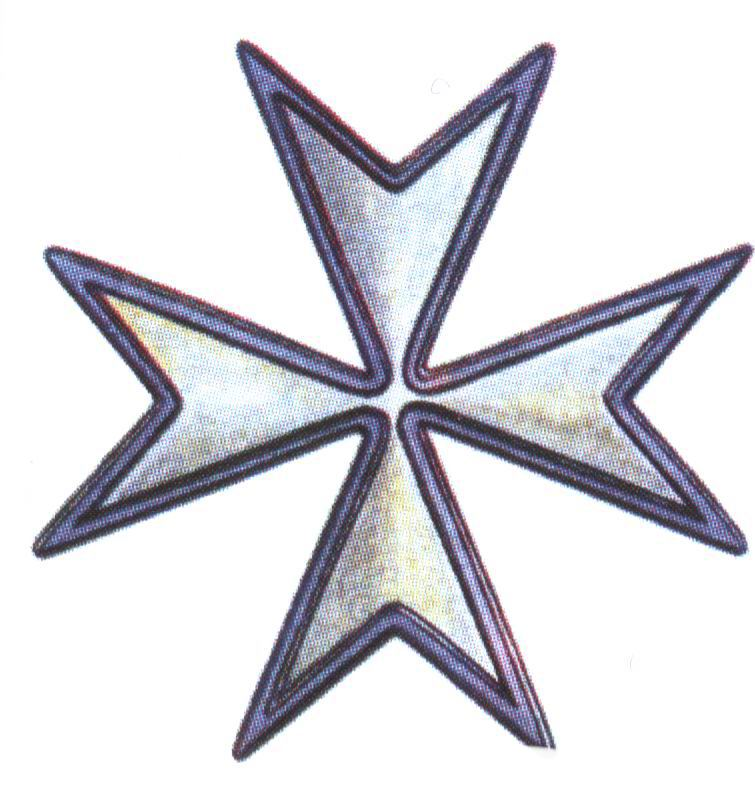
«Крест Келлера». Нагрудный знак первых добровольцев, учрежденный в память о графе Ф. А. Келлере

Русские офицеры, попавшие в петлюровский плен после падения Скоропадского, были затем вывезены немцами и интернированы в лагере для военнопленных под г. Зальцведель. Весной 1919 года полковник Бермондт-Авалов сформировал из них «Отряд имени графа Келлера», предназначенный для действий против большевиков в Прибалтике совместно с латышами и немецкими добровольцами; впоследствии отряд стал основой Западной добровольческой армии. Символом её стал т. н. «крест Келлера»: белый мальтийский крест «терпения и неутомимой борьбы». Позднее цвет креста был изменён на чёрный.

### «Белая гвардия»
Предполагается, что Ф. А. Келлер стал одним из прототипов полковника Най-Турса в романе Михаила Булгакова «Белая гвардия». В образе Най-Турса воспроизведен, в частности, характерный немецкий картавый выговор Келлера, а также те особенности (хромота, неспособность поворачивать шею), которые у него появились как результат ранения в Калише

### Витязь славы
В десятую годовщину гибели Келлера в 1928 году офицер и поэт П. Н. Шабельский-Борк, в 1918 году находившийся с Келлером на Украине, в декабрьском номере журнала «Двуглавый орёл» опубликовал стихотворение (см справа)

### Памятник
В сентябре 2019 года в Петергофе открыли памятник генералу от кавалерии графу Ф. Келлеру.